# セクキヌマブ
セクキヌマブ（Secukinumab、開発コードAIN457）は、非感染性慢性ぶどう膜炎、関節リウマチ、乾癬、強直性脊椎炎への治療効果を期待されている医薬品であり、サイトカインの一つインターロイキン-17Aに対するヒトモノクローナル抗体である。商品名コセンティクス(Cosentyx)。

## 承認取得状況
日本では2014年11月、薬事・食品衛生審議会が「既存治療で効果不十分な尋常性乾癬、関節症性乾癬」への使用を審議・了承し、2014年12月、厚生労働省が承認した。米国では2014年10月、FDA諮問委員会が「中等症または重症の尋常性乾癬」への使用承認を勧告したのを受けて、2015年1月にFDAが承認した。欧州では2015年1月に「中等症から重症の乾癬」への使用を欧州医薬品委員会（CHMP）が承認勧告した。

## 臨床試験
リウマチ性関節炎に対しては、充分な効果が得られなかった。
2014年7月、乾癬についての第III相比較臨床試験によりプラセボおよびエタネルセプトに対する優越性が確認された。
また多発性硬化症モデル動物における実験的自己免疫性脳脊髄炎（EAE）に対する有効性が確認されたことを受けて、多発性硬化症に対する第II相臨床試験が進行中である。
クローン病への有効性は確認されなかった。

## 副作用
重大な副作用として添付文書に記載されているものは、重篤な感染症、過敏症反応、好中球数減少である。ウイルス、細菌、真菌等による感染症については警告欄でも注意喚起されている。
副作用は少なく、好中球減少をきたさないとする意見もある。また別の報告では、感染症への罹患率が増加している。